# Elecciones generales de Japón de 1953
Las elecciones generales estuvieron aguantadas en Japón el 19 de abril de 1953. El resultado fue una victoria para el Partido Liberal, el cual ganó 199 de los 466 escaños. La participación fue de 74.22%.
Al igual que en los anteriores comicios estos solo demostraron el cambio que sucedía en el volátil sistema político nipón. El Partido Liberal de Shigeru Yoshida al final había seguido el mismo camino que el Partido Socialista, dividirse en dos. En agosto de 1952, se le permitió reincorporarse al partido a Ichirō Hatoyama, habiendo sido expulsado de la política como resultado de la purga estadounidense. Exlíder del Partido Liberal de la posguerra, esperaba que Yoshida le permitiera tomar el control del partido de nuevo, pero Yoshida rechazó esta posibilidad. Esto llevó a aumentar las tensiones dentro del partido, dividiéndolo en las facciones de Hatoyama y Yoshida.
Aunque el Partido Socialista estaba dividido, ambas facciones parecían estar dispuestas a cooperar en una misión, la censura a Yoshida que venía a estas elecciones a la cabeza de un gobierno en minoría tras la deserción oficial de Hatoyama con su presentación a estas elecciones.
Los resultados fueron la comprensión para Yoshida de que Hatoyama tenía peso en la política y en el electorado japonés. El Partido Liberal todavía leal a Yoshida experimentó un fuerte descenso de votos y escaños, perdiendo 8.57% de los votos y 41 escaños. Y aunque la facción de Hatoyama no se hubiera separado el partido hubiera conseguido una pérdida aunque en ese hipotético caso, testimonial. El Partido Reformista de Mamoru Shigemitsu se mantuvo más o menos estable y solo perdió nueve escaños. Con esos resultados se podría decir que los grandes ganadores de la jornada fueron: el socialismo dividido que subió 22 escaños comparados con los anteriores comicios (16 para el socialismo de izquierda y 6 para el de derecha) y la facción rebelde de Hatoyama que en su primera lucha electoral ganó 35 escaños y 3 millones de votos.
Yoshida tuvo difícil la formación de gobierno, aunque sin su partido era casi imposible la oposición se pusieran de acuerdo para nombrar un primer ministro, él tampoco tenía las cosas sencillas. Al final acabó formando un gobierno en minoría que solo duraría hasta el 10 de diciembre de 1954 cuando su principal rival Ichirō Hatoyama se convirtió en primer ministro de la mano de su facción del Partido Liberal y el Partido Democrático de Japón.

## Antecedentes
En la 15.ª sesión de la Dieta, que se reanudó en enero de 1953, el Gabinete de Yoshida estuvo expuesto a la ofensiva opositora y a la rebelión de la facción Hatoyama Ichiro dentro del Partido Liberal (alianza democrática dentro del Partido Liberal, comúnmente conocida como la República Popular Hatoyama de Japón). En el Comité Presupuestario de la Cámara de Representantes el 28 de febrero, el Primer Ministro Shigeru Yoshida descomeró 'Bakayaro' en respuesta a una pregunta de un miembro de la Cámara de Representantes, Eiichi Nishimura, del Partido Socialista de derecha. Los tejas eran uno de los principales favoritos de los partidos de oposición y Hatoyama Minmin, y el derechista Partido Socialista presentó una moción disciplinaria sin precedentes contra el Primer Ministro Yoshida. El 2 de marzo, se planteó una moción disciplinaria, y 27 Hatoyama y 30 miembros de Hirokawa Hirozen Agricultura y Silvicultura estaban ausentes del Partido Liberal, y se aprobó una moción punitiva con 191 votos a favor y 162 en contra.
Sin embargo, Yoshida destituyó al Ministro de Agricultura Hirokawa de conformidad con el artículo 68 de la Constitución de Japón en respuesta a la mayor crisis del gobierno. Como resultado, Yoshida tenía como objetivo mantener el gobierno con la máxima autoridad del primer ministro, pero la unión de las facciones Hatoyama de la facción Hirokawa agudizó el conflicto entre el campo de Yoshida y el partido de la oposición, y la mayoría se volvió poco clara, y las deliberaciones de cada comité fueron detenidas, y más de 130 proyectos de ley, dirigidos por la propuesta de presupuesto de 2016, fueron suspendidos.
El 13 de marzo, el partido de la oposición presentó una propuesta de censura para el Gabinete de Yoshida, y al día siguiente, el 14 de marzo, la propuesta de no confianza se presentó a la sesión plenaria de la Cámara de Representantes. Ese mismo día, 22 facciones de Hatoyama, incluyendo Hatoyama, Takeyoshi Miki, Ichiro Kono y Sasayama Ishibashi, abandonaron el Partido Liberal (Hatoyama Liberal Party o El Partido Liberal Dividido) y votaron a favor de la no confianza. La propuesta de no confianza del gabinete fue aprobada por 11 votos con 229 votos a favor y 218 en contra.
El Primer Ministro Yoshida disolvió la Cámara de Representantes por consejo de Tsuruhei Matsuno, un funcionario político (véase la disolución de Bakayaro). La disolución es conocida por el término de argot 'disolución de Bakayaro' porque condujo a la aprobación del proyecto de ley de no confianza del Gabinete, derivado del tuit del Primer Ministro Shigeru Yoshida en el comité presupuestario de que era 'tonto'.
Además, tras el regreso del archipiélago de Amami al continente en diciembre de 1953, se celebraron elecciones en la circunscripción del archipiélago de Amami (constante 1) en febrero del año siguiente, pero ninguno de los candidatos llegó a la votación legal. La reelección se celebró de nuevo en abril.
Se trataba de una revisión nacional de los magistrados de la Corte Suprema que se celebraría el mismo día, pero no se llevó a cabo porque no había jueces que examinar. Esta es la única vez que no se celebró un examen nacional de los magistrados de la Corte Suprema el mismo día de la elección general de los miembros de la Cámara de Representantes celebrado después de la aplicación de la Constitución de Japón.

## Resultados
|  | 39.00 % |

|  | 17.88 % |

|  | 13.44 % |

|  | 13.13 % |

|  | 8.77 % |

|  | 1.90 % |

|  | 1.04 % |

|  | 0.44 % |

|  | 4.40 % |

|  | 99.01 % |

|  | 0.99 % |

|  | 100.00 % |

|  | 74.22 % |